# Microgomphus loogali
Microgomphus loogali är en trollsländeart som beskrevs av Fraser 1923. Microgomphus loogali ingår i släktet Microgomphus och familjen flodtrollsländor. IUCN kategoriserar arten globalt som otillräckligt studerad. Inga underarter finns listade i Catalogue of Life.